# Marvel Rea
Marvel Luciel Rea (Ainsworth, Nebraska, 9 de noviembre de 1901 - Los Ángeles, 17 de junio de 1937) fue una actriz de cine mudo estadounidense conocida por su trabajo junto a Ford Sterling. Fue una de las "bellezas bañistas" de Mack Sennett.

## Biografía
Fue la tercera de los cuatro hijos nacidos del matrimonio formado por Thomas John Rea y Nellie Mae Thurman. La familia de Rea se mudó de Nebraska a California en 1910. Comenzó a participar en películas mudas en 1918, se unió a la Keystone Film Company y se convirtió en una de las bellezas bañistas de Sennett. Su hermano Thomas Rea también entraría en el mundo cinematográfico más tarde.

## Carrera
Rea trabajó en Her Screen Idol (1918) con Ford Sterling y Louise Fazenda. La película era una sátira humorística sobre el ídolo de fanes surgido con las películas cinematográficas. Sennett mostró en esta producción la técnica de ilustrar una obra dentro de otra obra.
Actuó en películas desde 1917 hasta 1931. Entre sus más de veinticinco créditos en pantalla están sus papeles en A Clever Dummy (1917), The Summer Girls (1918), East Lynne with Variations (1919), When Love Is Blind (1919) , A Lightweight Lover (1920), The Simp (1920) y For Land's Sake (1920). En A Fresh Start (1920) se lució junto a Lige Conley, Jimmie Adams y Jack White. Trabajó junto a destacados actores de la época dorada del cine mudo norteamericano como Jack Cooper, Glen Cavender, Vera Steadman, Slim Summerville, Charles Murray, Gene Rogers, Bobby Vernon, Gloria Swanson, William Irving, Harry Gribbon, Erle C. Kenton, entre otros. En su certificado de defunción se la nombra como actriz de Fox Film Corporation hasta 1932.

## Filmografía parcial
- Whose Baby? (1917)
- A Clever Dummy (1917)
- The Pullman Bride (1917)

## Vida privada
Rea se casó con Henry Page Wells el 25 de octubre de 1918. Se separaron en noviembre. Ella acusó a su esposo de gastar la mayor parte de su salario de $ 800 por mes en narcóticos. La acusación fue parte de una demanda de divorcio que Rea presentó en agosto de 1922. 
Más tarde se comprometió con Edwin J. Wilkinson en agosto de 1936 justo antes de su asalto. Se casaron en una fecha desconocida y permanecieron casados hasta su muerte.

## Asalto y violación
El 2 de septiembre de 1936, mientras caminaba por 107th Street y Compton Avenue en Los Ángeles, California, tres jóvenes se ofrecieron a llevarla a su casa en East 107th Street. Cuando ella se negó, la atacaron, la arrojaron a un gran camión rojo y la transportaron a un bosque de eucaliptos en 120th Street y Compton Avenue, al sur de Los Ángeles. Fue arrojada al suelo, golpeada y asaltada con botellas de vidrio. Luego fue violada por cada uno de los hombres. Durante el ataque, Rea sufrió un brutal golpe en la cabeza, convulsiones y los hombres la abandonaron inconsciente. Le tomó cuatro horas recuperarse lo suficiente para obtener ayuda.
Los tres sospechosos fueron detenidos e interrogados por el Departamento de Policía de Los Ángeles, y fueron arrestados bajo sospecha de secuestro y ataque, aunque todos negaron sus cargos. En enero de 1937, los tres jóvenes camioneros solicitaron sin éxito un nuevo juicio por los cargos de atacar a Rea. Hicieron una notificación oral de apelación en el tribunal del juez superior de los Ángeles, Frank M. Smith. Los tres fueron condenados a penas de prisión de uno a cincuenta años. En 1939, los tres hombres fueron liberados de prisión por tecnicismos relacionados con sus juicios, después de cumplir solo tres años.

## Suicidio
Debido a la profunda crisis depresiva posterior a su violación, Rea se suicidó ingiriendo veneno para hormigas falleciendo el 17 de junio de 1937 en Los Ángeles. Está enterrada en el cementerio Pacific Crest en Redondo Beach, California, con su familia. Su certificado de defunción la nombra como Marvel L. Wilkinson, pero está enterrada bajo el nombre de Marvel Luciel Rea.